# エジプト第13王朝
エジプト第13王朝（エジプトだい13おうちょう、紀元前1782年頃 - 紀元前1650年頃または紀元前1803年頃 - 紀元前1649年頃）は、古代エジプトの王朝。

## 概要
第13王朝の時代は現代の学者によってエジプト第2中間期ないしエジプト中王国のいずれかに分類されている。第13王朝を中王国に分類する考え方は、この王朝がメンフィス近郊に作られた中王国の首都イチ・タウィからなお全エジプトを支配していた事を重視した見解である。この王朝第12王朝の延長線上にある政権であり、その交代の際には大きな混乱はなかったと考えられている。実態の明らかでない多数の王による政権であるが、そのほぼ全期間国家は安定しており中央政府の権威は全土に及んでいた。その統治の末期には下エジプトのデルタ地帯に第14王朝としてまとめられているアジア人の地方政権が自立し、エジプトの統一は崩れた。

## 歴史

### 成立
第12王朝のアメンエムハト3世（前1842-前1797）の死後、非王族である可能性が指摘されているアメンエムハト4世（前1798-前1786）が跡を継いだ。彼の治世についてはほとんど知られていない。その後女王セベクネフェルが即位した。女王即位という事態は後継者問題の存在、恐らくは男系王統の断絶を示すであろう。
第12王朝から第13王朝への交代は大きな問題もなく行われたように思われるが、第13王朝の王達については多くの場合詳細がわからない。その初代王はかつてトリノ王名表の記述からウガエフであると考えられていたが、現在ではセベクヘテプ1世が初代であると有力視されている。現代の研究者はこの二人が名前（即位名）の類似（クタウィラーとセケムラー・クタウィ）のためにトリノ王名表の編者によって混同された結果、ウガエフが初代王であるという記載がされたのだと考えている。
また、セベクヘテプ1世と、第2代のセネブエフは第12王朝のアメンエムハト4世の息子である可能性がある。だが、明らかに第13王朝の王達は単独の家系によって構成されておらず、数多くの明瞭でない出自の王達から成っていた。このような状況は王位継承についての異変があったことを示し、一部の王については簒奪者や僭称者、摂政であった可能性が指摘されている。それぞれの王達の関係については系図の再構成はもちろん、王位継承順についても復元についても議論が継続している。この原因の一つは第13王朝の王名、継承順についての主要史料であるトリノ王名表の保存状態が悪く、分析が困難であることである。
また、この王朝には平民出身の王が数多くいた。セベクヘテプ2世の父はネンと言う名前の平民であったことがトリノ王名表の記録からわかる。即位前には高級官吏であったセベクヘテプ3世の父親は平民のメンチュヘテプ（メンチュヘテプA）であった。彼の跡を継いだネフェルヘテプ1世もまた、その両親が平民であったことは各種の資料から明白である。

### 政治
このような状況で、第13王朝の王権は極めて弱体化していたと見られる。にもかかわらず、第13王朝の政府機構は王朝が存続したほとんどの期間において正常に機能していた。初代のセベクヘテプ1世や次のセネブエフは統治期間の短さとは裏腹に、記念碑の分布から全エジプトにその権威を及ぼしていたし、セベクヘテプ2世以降はやや王位が安定し、やはりエジプト全土を支配下に置いている。
この理由として第12王朝時代に長期間かけて作り上げられ、センウセルト3世（前1878 - 前1841）によって完成されていた官僚機構が第13王朝時代にも正常に機能していたことがあげられる。中王国の官僚組織は極めて完成度が高かったらしく、王権が弱体化しても事実上の統括者であった宰相を中心として国家を運営することが可能であったと見られている。ただし12王朝と比較してどの程度王権が変容していたのかについては明らかになっていない。

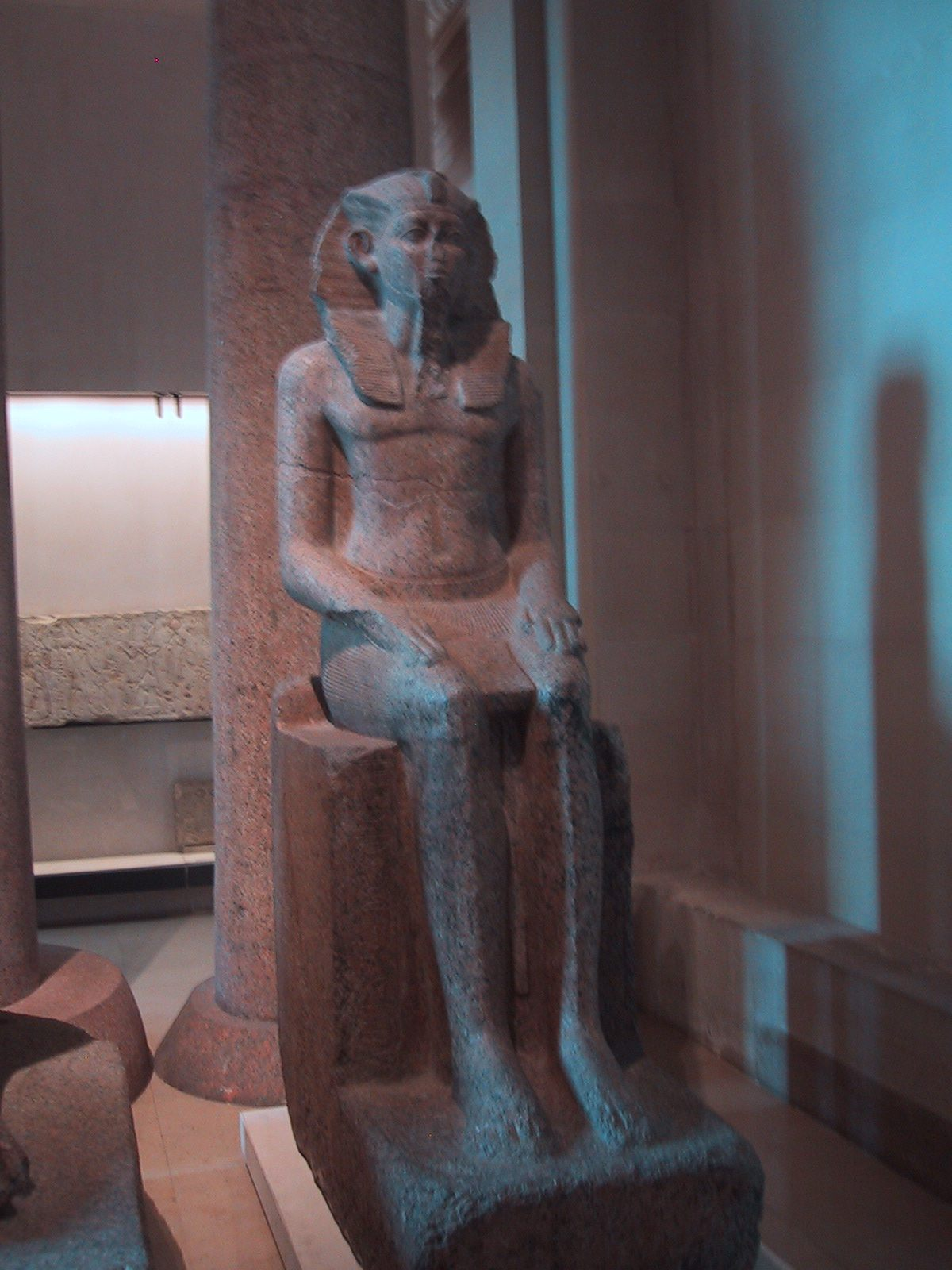
セベクヘテプ4世像（ルーブル美術館収蔵）

上記の通り、第13王朝の歴史を細かく明らかにするのは困難であるが、政治の実権を握る宰相職の世襲が進んでいたことがわかっている。セベクヘテプ2世時代の宰相アンクウは、次のケンジェル（前1747年頃）王の治世下でも権勢を振るい、その後彼の子供、孫へと宰相職が世襲された。

### 衰退
アンクウの孫イイメルウが宰相となったセベクヘテプ4世の時代には下エジプト（ナイル川デルタ地帯）東部のアヴァリスを中心とする政権（一般に第14王朝と言われる）が形成されて第13王朝の統制を離れ、エジプトの統一は再び失われたと見られる。
その後のアイ王（前1700頃~前1677頃）は、第13王朝の王の中で最も長く在位した王であり、その治世は約23年間続いた。同時に彼は上下エジプトにその名を記した記念建造物を残す最後の王でもある。彼の時代以降、下エジプトでは第13王朝の統制は完全に及ばなくなった。そのため中にはアイ王を中王国時代最後の王と見なす研究者もいる。
1つ明らかであるのはこの時代には下エジプトで「アジア人」の勢力が増大していたことである。彼らアジア人は少なくても第1中間期以来、傭兵や奴隷、そして時には外敵としてエジプトに入っていた。彼らはエジプト人の歴史叙述においては「侵入者」と見なされるが、実際には中王国時代にアジア系の高官が輩出しており、その人的交流は相当に活発であった。
その後下エジプトでは第14王朝に続きアジア系の王が築いたとされる第15王朝が権力を確立していく。彼らアジア系の支配者はヒクソスと言う名で知られている。マネトの記録によればヒクソス（第15王朝）はトゥティマイオスと言う名前の王の時にエジプトの支配権を握ったとされている。
終盤の第13王朝の王達はヒクソスの宗主権のもとで上エジプト（ナイル川上流）を統治した可能性があるとされているが、その終焉についての情報はない。ヒクソス支配下のエジプト北部と、南部とが分裂した時代は第2中間期に分類される。

## 歴代王
第13王朝の歴代王と即位順は完全には復元されていない。マネトはこの王朝はディオスポリス（テーベ）の60人の王からなるとするが、個々の王については何も触れない。また、トリノ王名表には少なくとも36人の王が記録されている。
明らかに第13王朝の王達の平均在位期間は数年程度であったが、彼らの多くは考古学的な記念物を残しているため、それらの出土地域の分布から王権が及んでいた範囲が概ね推定されている。また、彼等の系譜を復元する上で手がかりになるのが、第13王朝時代の王名に特徴的な長い誕生名である。これは父親や祖先の名を誕生名に組み込んだものと解釈され、例としてアメンエムハト6世の誕生名「アメニ・アンテフ・アメンエムハト」は「アメニ（アメンエムハト5世）の孫、アンテフの息子、アメンエムハト」と理解されている。これらを基に第13王朝の王統の再構築が行われているが、一部の王位継承の順序については今なお議論が続いており、何名かには同一人物の可能性もある。そして第13王朝の王達は明らかに同一の家系に属していない。名前についても同名の別人と区別するために一人の人間が複数の名前を文書に用いる例が多数あるため、これらが必ずしも血縁関係を示しているとは言えないという指摘もされている。
以下に第13王朝の王の一覧を示すが、確定したものではない。採録する王は原則として参考文献『全系図付エジプト歴代王朝史』に依った。
| 称号(即位名・ホルス名 )            | 誕生名                   | 備考                                                                                 |
| ---------------------------------- | ------------------------ | ------------------------------------------------------------------------------------ |
| セケムラー・クタウィ               | セベクヘテプ1世          | おそらく第12王朝のアメンエムハト4世の息子。                                          |
| セケムカラー・メフイブタウィ       | セネブエフ               | おそらくアメンエムハト4世の息子。                                                    |
| ネリカラー                         |                          | アメニ・ケマウと同一人物の可能性がある                                               |
| セケムカラー                       | アメンエムハト5世        | セネブエフと同一人物とする説がある                                                   |
|                                    | アメニ・ケマウ           | おそらくアメンエムハト5世の息子                                                      |
| スアンクイブラー・セヘルタウィ     | アメンエムハト6世        | おそらくアメンエムハト5世の息子アンテフの息子 ダハシュールにピラミッドを残している。 |
| セメンカラー                       | ネブヌン                 |                                                                                      |
|                                    | イウフェニ               |                                                                                      |
| ヘテプイブラー                     | サホルネジュヒルイオテフ | おそらくアメニ・ケマウの息子                                                         |
| セワジカラー                       |                          |                                                                                      |
| ネジェムイブラー                   |                          |                                                                                      |
| カーアンクラー・セマタウィ         | セベクヘテプ2世          | 平民ネンの息子。                                                                     |
|                                    | レニセネブ               | アメンエムハト6世の息子。                                                            |
| アウトイブラー・ヘテプイブタウィ   | ホル                     | おそらくレニセネブの息子。                                                           |
| セジェファカラー・ヘリテプタウィ   | カイ・アメンエムハト7世  | 前任者ホルの息子や兄弟ではなかった。                                                 |
| クタウィラー・セケムネチェル       | ウガエフ                 | セベクヘテプ1世と混同され、初代王とされていた。。                                    |
| ウセルカラー                       | ケンジェル               | サッカラ南のピラミッド。                                                             |
| セメンクカラー                     | イミロメシャ             |                                                                                      |
| セヘテプカラー                     | アンテフ4世              |                                                                                      |
| メリイブラー                       | セテ（ィ）               |                                                                                      |
| セケムラー・セワジタウィ           | セベクヘテプ3世          | ブルックリン美術館所蔵のパピルス断片（35-1446） 。 平民メンチュヘテプの息子。        |
| カーセケムラー・ゲレグタウィ       | ネフェルヘテプ1世        | アビュドス出土の石碑と、ビュブロス出土の浅浮彫。 平民ハアンクエフとケミの息子。      |
| メンワジラー                       | サハトホル               | ネフェルヘテプ1世の兄弟。                                                            |
| カーネフェルラー・アンクイブタウィ | セベクヘテプ4世          | ネフェルヘテプ1世の兄弟。                                                            |
| メルヘテプラー                     | セベクヘテプ5世          | おそらく前任者達と血縁関係は無かった。                                               |
| カーヘテプラー                     | セベクヘテプ6世          |                                                                                      |
| ウアフイブラー                     | イアイブ                 |                                                                                      |
| メルネフェルラー                   | アイ                     | エジプト全土に記念碑を残す最後の王。                                                 |
| メルヘテプラー                     | イニ1世                  | おそらくアイの息子                                                                   |
| スアンクエンラー                   | セワジュトゥ             |                                                                                      |
| メルセケムラー                     | イネド                   | ネフェルヘテプ2世と同一人物の可能性がある                                            |
| （…）ウェブエンラー                | ホリ                     |                                                                                      |
| メルカウラー                       | セベクヘテプ7世          |                                                                                      |
|                                    | イニ2世                  |                                                                                      |
|                                    | ネフェルヘテプ2世        |                                                                                      |
|                                    | 名称不明の5人の王        |                                                                                      |
|                                    |                          | メル（…）ラーという破損した名前の王                                                  |
| メルケペルラー                     |                          |                                                                                      |
|                                    | 名称不明の王             |                                                                                      |
| セワジュアラー                     | メンチュヘテプ5世        |                                                                                      |
|                                    |                          | （…）メスラーという破損した名前の王                                                  |
| （…）マートラー                    | イビ                     |                                                                                      |
|                                    |                          | ホル（…）という破損した名前の王                                                      |
|                                    |                          | セ（…）カラーという破損した名前の王                                                  |
| セヘカエンラー                     | サンクプタヒ             |                                                                                      |
| セカエンラー                       |                          |                                                                                      |
| セワフエンラー                     | セネブミウ               |                                                                                      |